# NGC 3869
NGC 3869 في الفهرس العام الجديد، هي مجرة، تقع في كوكبة الأسد. اكتشفت في 10 مارس 1826 بواسطة جون هيرشل.

## روابط خارجية
- NGC 3869 على موقع ويكي سكاي: DSS2, SDSS, GALEX, IRAS, Hydrogen α, X-Ray, Astrophoto, Sky Map, Articles and images